# Héctor Morera Vega

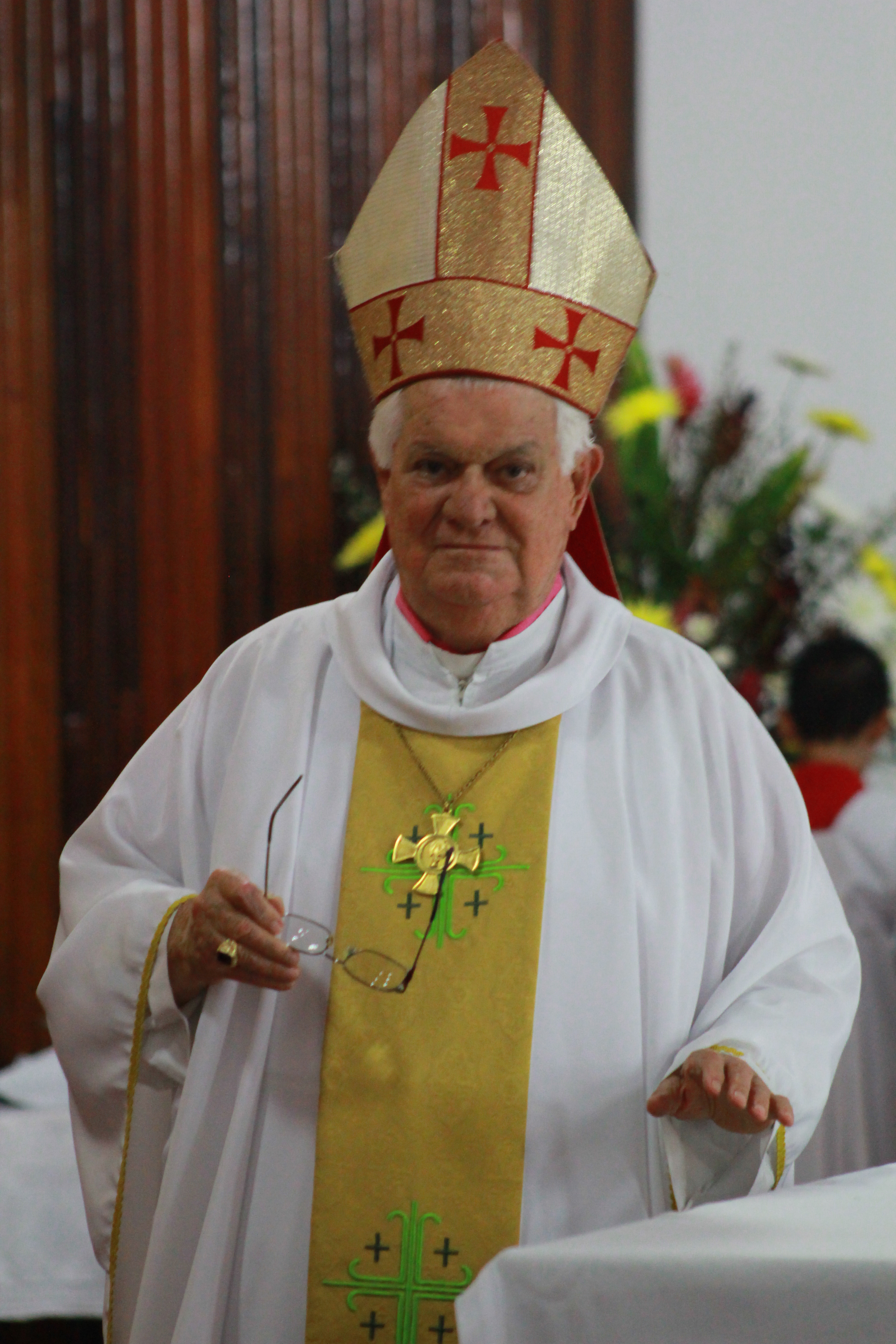
Bischof Morera Vega (2013)

Héctor Morera Vega (* 20. Februar 1926 in Palmares; † 23. Dezember 2017 in Tilarán) war ein costa-ricanischer Geistlicher und römisch-katholischer Bischof von Tilarán.

## Leben
Héctor Morera Vega empfing am 17. Dezember 1949 die Priesterweihe.
Papst Johannes Paul II. ernannte ihn am 4. Dezember 1979 zum Bischof von Tilarán. Der Erzbischof von San José de Costa Rica, Román Arrieta Villalobos, spendete ihm am 27. Dezember desselben Jahres die Bischofsweihe; Mitkonsekratoren waren Lajos Kada, Apostolischer Nuntius in Costa Rica, und José Rafael Barquero Arce, Weihbischof in Alajuela.
In der Bischofskonferenz leitete er die Kommissionen für die Ordensleute, Migration und der Ökumene. Später engagierte er sich für die Diözesanausbildung, insbesondere die der Laien. Nach dem Erdbeben in Tilarán 1973 engagierte er sich vielfach für die Bevölkerung. 
Am 13. Juli 2002 nahm Papst Johannes Paul II. sein altersbedingtes Rücktrittsgesuch an.